# Capitólio Estadual do Texas
O Capitólio do Estado do Texas, concluído em 1888 no centro de Austin, é a sede dos escritórios e câmaras do legislativo estadual  (Câmara dos Representantes e do Senado) e do Governo do Texas. Projetado em 1881 pelo arquiteto Elijah E. Myers, foi construído entre 1882 e 1888 sob a direção do engenheiro civil Reuben Lindsay Walker. Uma extensão subterrânea de US$ 75 milhões foi concluída em 1993. O edifício foi adicionado ao NRHP em 1970 e reconhecido como um NHL em 1986. O Capitólio do Estado do Texas tem 302,64 pés (92.24 m) de altura, o que o torna o sexto maior capitólio do estado e um dos vários mais altos que o Capitólio dos Estados Unidos em Washington, D.C. O exterior do prédio é constituído de granito cor-de-rosa.